# Niska
Niska, pseudonimo di Stanislas Dinga Pinto (Villeneuve-Saint-Georges, 6 aprile 1994), è un rapper francese.

## Carriera
Nato a Villeneuve-Saint-Georges da genitori provenienti dalla Repubblica del Congo, ha trascorso la sua infanzia nel quartiere Champtier-du-Coq, ad Évry. Il nome d'arte Niska è nato dal diminutivo del suo nome, Stani: inizialmente anagrammato in Nista, ha poi cambiato una lettera poiché non convinto dal risultato, arrivando quindi all'attuale pseudonimo. Nel 2010 è diventato padre, all'età di 16 anni.
Inizialmente attivo su YouTube, ha iniziato a farsi conoscere pubblicando il video del brano Guévaraché a giugno 2014, diventando poi noto grazie a quelli di Allô Maître Simonard, Carjack Chiraq e Freestyle PSG. Il calciatore Blaise Matuidi celebra i suoi gol con una delle coreografie utilizzate da Niska nei suoi video, nota come Danse du Charo e quindi ribattezzata Matuidi Charo: la danza consiste nell'imitare il planare di un avvoltoio. Nel 2015, Niska ha collaborato al brano Sapés comme jamais di Maître Gims, rilasciato nel mese di agosto, che lo ha reso noto a livello nazionale. Il 2 ottobre 2015 ha distribuito il suo primo mixtape, dal titolo Charo Life.
Il 3 giugno 2016 ha invece rilasciato il primo album, dal titolo Zifukoro, prodotto da DJ Bellek. All'interno, sono incluse le collaborazioni con Booba, Maître Gims, Gradur e SCH. Appena uscito, Zifukoro si è classificato in vetta per le vendite Fnac in Francia. È stato certificato disco d'oro tre mesi dopo l'uscita. Il 20 giugno 2016 ha pubblicato su YouTube il video del freestyle Couvre feu, dove Niska è accompagnato da Kalash, Damso e Booba. Il 28 luglio 2017 ha rilasciato un nuovo singolo dal titolo Réseaux, rimasto in vetta alle classifiche dei singoli in Francia per 11 settimane consecutive. Il 22 settembre 2017 è uscito il suo secondo album, dal titolo Commando, contenente tra gli altri brani Réseaux e le collaborazioni di Booba, MHD e Skaodi. Commando è stato certificato disco d'oro ad una settimana dall'uscita, mentre al termine della seconda settimana gli è stato conferito il disco di platino.

## Discografia

### Album in studio
- 2016 – Zifukoro
- 2017 – Commando
- 2019 – Mr Sal
- 2024 – GOAT (con Ninho)

### Mixtape
- 2015 – Charo Life
- 2021 – Le monde est méchant

### Singoli
- 2016 – Commando
- 2017 – J'suis pas l'baye
- 2018 – Réseaux (solo o con Nimo o con Quavo)
- 2019 – Giuseppe
- 2019 – Médicament (feat. Booba)
- 2019 – Du lundi au lundi
- 2019 – Passa passa
- 2019 – La zone est minée
- 2019 – MD (con 4Keus)
- 2020 – Bandit chef (con Madrane)
- 2021 – Chargé
- 2021 – Gnonmi avec lait (con Fior 2 Bior)
- 2021 – Bolivienne
- 2021 – De bon matin (feat. Guy2Bezbar)
- 2021 – Mapess
- 2021 – Le monde est méchant
- 2022 – Allez dehors (con Fresh)
- 2022 – Genkidama
- 2023 – Sans coeur (con Shay)
- 2024 – Blue Porsche (con Luciano)
- 2024 – Canon (con La Mano 1.9)
- 2024 – Coco (con Ninho)
- 2024 – 911 (con Ninho e Koba LaD)
- 2025 – Adriano